# Kolenovići
Kolenovići (cyr. Коленовићи) – wieś w Czarnogórze, w gminie Gusinje. W 2011 roku liczyła 160 mieszkańców.